# Ghettodrengen
Ghettodrengen er en dokumentarfilm instrueret af Kasper Bisgaard efter manuskript af Morten Rasmussen.

## Handling
Fadi Kassem har viet sit liv til at være den gode rollemodel for de unge i indvandrermiljøet i Aarhus. Fadi har selv været på kant med loven, og han forstår derfor de unges problemer. Nu arbejder han for, at de ikke begår de samme dumheder, som han gjorde. Det er en hård kamp med de unge på den ene side og de ofte opgivende myndigheder og arbejdsgivere på den anden. I "Ghettodrengen" følger vi Fadis arbejde med blandt andre 14-årige Bekir, som er blevet taget for røveri flere gange. Fadi har fundet et arbejde til ham, og samtidig kæmper han for at holde ham på skolebænken. Spørgsmålet er, om det er nok til at holde Bekir væk fra kriminalitet?